# 大路村 (兵庫県)
大路村（おおじむら）は、兵庫県氷上郡にあった村。現在の丹波市春日町の東端にあたる。

## 地理
- 山岳：三尾山、妙高山
- 河川：竹田川

## 歴史
- 1889年（明治22年）4月1日 - 町村制の施行により、松森村・広瀬村・柏野村・野瀬谷村・上三井庄村・下三井庄村・中山村・鹿場村および柚津村の飛地の区域をもって発足。
- 1955年（昭和30年）3月20日 - 黒井町・春日部村・国領村・船城村と合併して春日町が発足。同日大路村廃止。

## 交通

### 道路
現在は旧村域を舞鶴若狭自動車道が通過するが、当時は未開通。